# Receptor de la mannosa

Estructures D i L de la Manosa.

Els receptors de la mannosa o CD206 són dues proteïnes transmembrana que uneixen la manosa 6-fosfat (M6P) a precursors d'hidrolases àcides a l'aparell de Golgi, destinades al transport cap al lisosoma. És una lectina depenent de calci. S'ha investigat com a diana de vacunació.